# Sphiggurus ichillus
Sphiggurus ichillus е вид бозайник от семейство Дървесни бодливи свинчета (Erethizontidae).

## Разпространение
Видът е разпространен в Еквадор.